# Château Jullien
Le château Jullien, très complexe car édifié à différentes époques, est un château composite situé sur la commune de Vinezac en Ardèche. Il est composé d'un donjon carré du XIIIe siècle, d'une tour ronde du XVe siècle et de deux corps de logis réalisés au XVIIe siècle. Il fait partie intégrante, avec le château de Montréal, le château de Brison, château de Chassiers, Château de Tauriers et le château d'Uzer, de la couronne castrale de Largentière, qui assurait la garde des mines argentifères.

## Historique

### Donjon duXIIesiècle
À l’origine, l’ancien château de Vinezac, est bâti sur le modèle des autres châteaux vivarois du XIIe siècle. De taille modeste, sa défense repose sur l’usage maximal des potentialités du relief. Le château fortalicium présente un aspect massif et ramassé. Le triptyque donjon-chemise-aula définit pour l’essentiel le château. Le donjon, cœur du château, est un bâtiment de plan carré de 15 m de hauteur pour des dimensions situées aux alentours de 6 à 7 m de côté. L’accès se fait au 1er ou au second étage, le rez-de-chaussée étant constitué d’une basse-fosse aveugle. Les ouvertures sont réduites au strict minimum. Les niveaux sont souvent planchéiés et la circulation se fait en général au moyen d’échelles en bois. Il ne reste de ce château féodal qu’un important donjon carré datant de la fin du XIIe - début du XIIIe siècle.
Entre le XVe et le XVIIe siècle, le donjon a été réhabilité en demeure seigneuriale et un corps de logis a été construit adossé à l’ancien rempart. Il conserve cependant quelques éléments de son appareil défensif, une bretèche et une meurtrière. Sa face occidentale donne sur une cour très modifiée : une porte a été percée et une belle fenêtre Renaissance ouverte. Au premier étage, un salon dans lequel se trouve une cheminée médiévale à prisme a été créé ainsi qu’une chambre pour son hôte. Pour accéder au second étage, un superbe escalier à vis, qui mène dans une magnifique chambre voûtée, a été aménagé et des ouvertures ont été réalisées afin de permettre à la lumière de pénétrer dans l’édifice.

### Fortifications duXVesiècle
De la rue du Puits, on peut apercevoir la partie supérieure de la face nord du château qui apparaît au-dessus d’une terrasse. Il subsiste aussi une petite tour circulaire, qui appartenait sans doute à des bâtiments du XVe siècle, aujourd’hui disparus. On remarque des bouches à feu à sa partie inférieure, qui se trouvent presque au ras du sol actuel, celui-ci ayant été surélevé de 1,50 à 2 mètres par rapport à son niveau ancien. La présence d’oubliettes suggère qu’elle a servi à certaines périodes de prison seigneuriale.

### Aménagements duXVIIesiècle
Enfin, au XVIIe siècle, fut construit, par Louis de Jullien, seigneur de Vinezac, un vaste corps de logis résidentiel avec notamment des fenêtres à meneaux formés de simples blocs de grès soigneusement taillés. Un escalier monumental en pierre de quatre volées, orné d’une rampe à balustres, dessert les deux étages du bâtiment. La grande salle, qui était le salon du seigneur, est décorée de quatre cariatides (statues féminines) à gaine, imageant les quatre saisons, soutenant les retombées de la voute (travail de gypserie du XVIIIe siècle). Au-dessus du trumeau, entre les deux fenêtres se dessinent deux petits amours sur une délicate guirlande de jasmins et en regard sur la muraille opposée, apparaissent, enveloppés dans une guirlande de roses, deux danseurs tenant chacun un tambour basque à la main. Le dessin des portes, qui sont au nombre de trois, est orné de joueurs de viole, de cornemuse, de flûte et de guitare. Sur la cheminée au-dessus d’un écusson surmonté d’une couronne de marquis, se détache le génie de l’amour tenant un flambeau à la main. La pièce voisine, qui devait être le boudoir de la châtelaine, n’est pas moins décorée. On y voit le génie de l’amour, le beau Narcisse cueillant la fleur qui porte son nom, deux figures de la Folie, l’un avec un tambour de basque et l’autre sa marotte. Ces décoctions rappellent celles qui peuvent être admirées dans le boudoir du palais de Chantilly.